# Neurothrips magnafemoralis
Neurothrips magnafemoralis är en insektsart som först beskrevs av Harold R. Hinds 1902.  Neurothrips magnafemoralis ingår i släktet Neurothrips och familjen rörtripsar. Inga underarter finns listade i Catalogue of Life.